# Eisenbahnunfall von Mvoungouti (1991)
Der Eisenbahnunfall von Mvoungouti (1991) war der Frontalzusammenstoß eines Personen- mit einem Güterzug in der Nacht vom 5. zum 6. September 1991 im Bahnhof von Mvoungouti in der Republik Kongo. Dabei starben mindestens 133 Menschen. Zehn Jahre später ereignete sich im gleichen Bahnhof ein weiterer schwerer Eisenbahnunfall: Eisenbahnunfall von Mvoungouti (2001)

## Unfall
Der Personenzug der Chemin de fer Congo-Océan (CFCO) war von Pointe-Noire nach Brazzaville landeinwärts unterwegs. Er soll überfüllt gewesen sein. In der Gegenrichtung fuhr ein Güterzug der Compagnie minière de l’Ogooué (COMILOG), der Holz geladen hatte. Im Bahnhof von Mvoungouti kam es zu einem Frontalzusammenstoß beider Züge. Als Ursache wurde seitens der Bahngesellschaft Bremsversagen, an anderer Stelle menschliches Versagen angegeben. 133 Menschen starben. 104 Leichen konnten geborgen werden, 29 weitere Menschen wurden anschließend vermisst, mehr als 50 weitere wurden verletzt.